# Alkilglicerofosfat 2-O-acetiltransferaza
Alkilglicerofosfat 2-O-acetiltransferaza (EC 2.3.1.105, alkilizo-GP:acetil-KoA acetiltransferaza) je enzim sa sistematskim imenom acetil-KoA:1-alkil--glicero-3-fosfat 2-O-acetiltransferaza. Ovaj enzim katalizuje sledeću hemijsku reakciju
acetil-KoA + 1-alkil--glicero-3-fosfat {\displaystyle \rightleftharpoons } KoA + 1-alkil-2-acetil-sn-glicero-3-fosfat
Ovaj enzim učestvuje u biosintezi faktora aktivacije trombocita u životinjskim tkivima.

## Literatura
- Nicholas C. Price; Lewis Stevens (1999). Fundamentals of Enzymology: The Cell and Molecular Biology of Catalytic Proteins (Third изд.). USA: Oxford University Press. ISBN 019850229X.
- Eric J. Toone (2006). Advances in Enzymology and Related Areas of Molecular Biology, Protein Evolution (Volume 75 изд.). Wiley-Interscience. ISBN 0471205036.
- Branden C; Tooze J. Introduction to Protein Structure. New York, NY: Garland Publishing. ISBN 0-8153-2305-0.
- Irwin H. Segel. Enzyme Kinetics: Behavior and Analysis of Rapid Equilibrium and Steady-State Enzyme Systems (Book 44 изд.). Wiley Classics Library. ISBN 0471303097.
- William P. Jencks (1987). Catalysis in Chemistry and Enzymology. Dover Publications. ISBN 0486654605.

## Spoljašnje veze
- Alkylglycerophosphate+2-O-acetyltransferase на 